# Хуросонский район
Хуросо́нский район (тадж. Ноҳияи Хуросон) — административный район в Хатлонской области Республики Таджикистан. Районный центр — посёлок городского типа Хуррамшахр.

## История
Образован в 1983 году как Ильичёвский район Курган-Тюбинской области.
В 1992 году Ильичёвский район Курган-Тюбинской области переименован в Гозималикский район. 
Согласно Постановлению Маджлиси милли Маджлиси Оли Республики Таджикистан от 12 февраля 2004 года Гозималикский район Хатлонской области переименован в Хуросонский район.

## Население
Население по оценке на 1 января 2016 года составляет 105 600 человек. 
| Численность населения | Численность населения | Численность населения | Численность населения | Численность населения | Численность населения | Численность населения | Численность населения |
| 1939                  | 2003                  | 2004                  | 2005                  | 2006                  | 2007                  | 2008                  | 2009                  |
| --------------------- | --------------------- | --------------------- | --------------------- | --------------------- | --------------------- | --------------------- | --------------------- |
| 15 337                | ↗78 100               | ↗79 800               | ↗81 900               | ↗84 100               | ↗86 200               | ↗88 400               | ↗90 400               |
| 2019                  | 2020                  | 2021                  | 2022                  |                       |                       |                       |                       |
| ↗113 700              | ↗116 500              | ↗123 600              | ↗126300               |                       |                       |                       |                       |

## Административное деление
| Административное деление Хуросонского района |           |
| Сельская община                              | Население |
| Хуррамшахр, пгт                              | 8500      |
| Садриддин Айни                               | 26724     |
| Фахробод                                     | 12264     |
| Галлаобод                                    | 18253     |
| Сурхкала                                     |           |
| Хилоли                                       | 18426     |

## Председатели хукумата
Главой Хуросонского района является Председатель Хукумата, который назначается Президентом Республики Таджикистан. Главой правительства Хуросонского района является Председатель Хукумата. Законодательный орган Хуросонского района — Маджлис народных депутатов, который избирается всенародно на 5 лет.
Председатели:
- Суризода Насир Марадбек (30.01.2024-)[10]